# Sanctuaire de la Beata Vergine dei Miracoli
Le sanctuaire Notre-Dame des Miracles (Santuario della Beata Vergine dei Miracoli en italien) est un sanctuaire construit en 1498 par la population de Saronno. Le sanctuaire est élevé au rang de Basilique mineure par le pape Pie XI.
Elle héberge la statue de la Madone du Miracle qui date de la fin du XIVe siècle. Elle serait responsable de guérisons miraculeuses. Avant la construction du sanctuaire la statue était  dans la chapelle de la Strada Varesina.

## Historique
Le sanctuaire fut érigé en 1498 par les habitants de Saronno pour abriter la statue de la "Madone du miracle" (Notre Dame du Miracle ), Cette statue date de la seconde moitié du XIVe siècle. A l'origine, cette statue se trouvait dans une chapelle de "la Strada Varesina". Notre dame des miracles est connue pour ses guérisons miraculeuses. Ainsi, la région lombarde s'est enrichie d'un nouveau sanctuaire marial, qui est rapidement devenu un lieu important de dévotion. Au fil du temps, le sanctuaire s'est enrichi de sculptures et de peintures remarquables, ajoutant ainsi de précieux trésors artistique à son patrimoine.
Le 2 janvier 1923, le pape Pie XI éleva le sanctuaire au rang de Basilique mineure.
De nos jours, le sanctuaire abrite également une relique du bienheureux Carlo Acutis.

## L'architecture

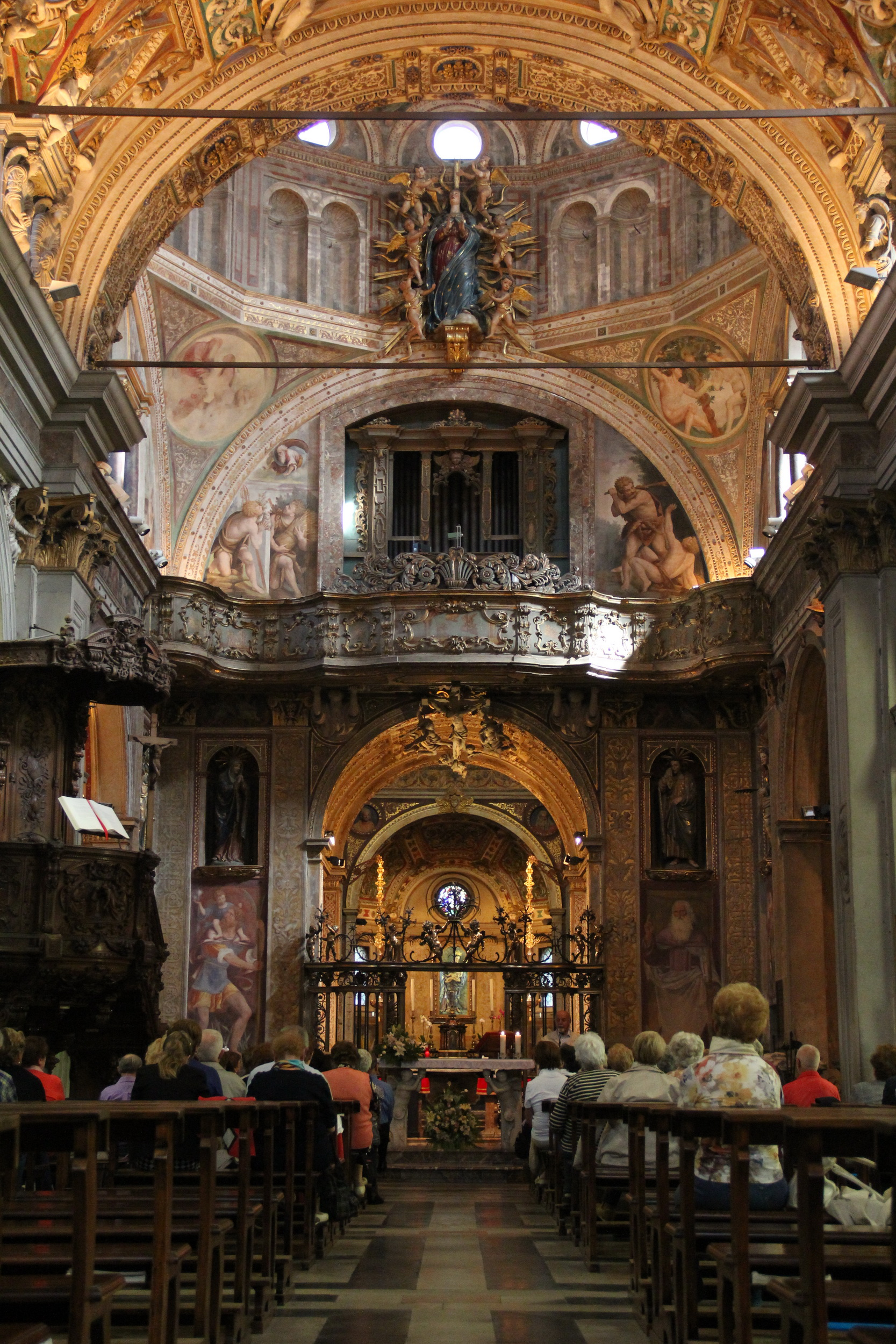
Vue de l'intérieur.

Le 8 mai 1498, à l'initiative de la communauté de Saronno, la construction du sanctuaire commença sur le site où se trouvait déjà une chapelle, qui s'était effondrée trois fois auparavant pendant sa construction en 1447, ou en 1460, ou en 1497. (Selon les archives du sanctuaire.)
La chapelle était devenue un lieu de dévotion populaire, grâce à la guérison miraculeuse d'un jeune homme, par  la suite d'autres guérisons ont eux lieux.
Aucun document n'a été retrouvé mentionnant le nom de l'architecte ayant conçu le projet initial du sanctuaire, qui présentait un plan en croix latine comprenant l'abside, le presbytère, le chœur, la nef surmontée du tiburio et de la coupole, ainsi que deux chapelles latérales. L'usage de l'édifice était cependant prévu de manière inverse par rapport aux églises médiévales traditionnelles en croix latine, afin de souligner la centralité de la voûte comme structure circulaire sous laquelle se rassemblait la communauté ecclésiale.
La planimétrie et ses rapports proportionnels, étudiés avec des références explicites à la section dorée, indiquent que le projet fut l'œuvre d'un architecte de grande culture humaniste, stylistiquement lié aux modèles déjà répandus en Lombardie. Il a été suggéré qu'il pourrait s'agir de Giovanni Antonio Amadeo, engagé à cette époque dans la construction du Dôme de Milan.

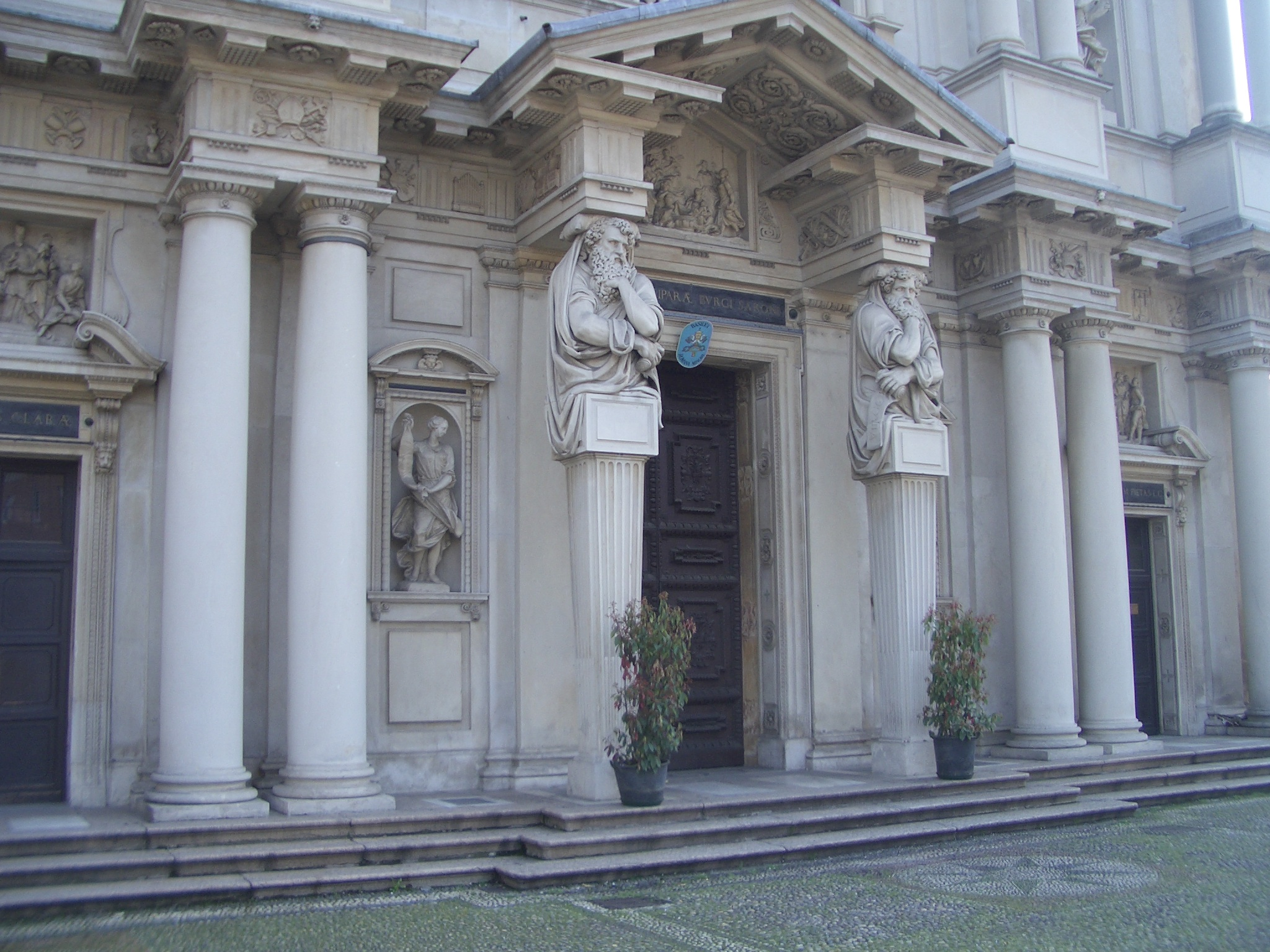
Détail de la façade : les Télamon

A côté du sanctuaire, il y a la maison des "députés" (un organisme électif chargé de superviser l'administration des biens et la construction du sanctuaire) fut construite avant 1507. Quelques années plus tard (1511-1516), un campanile de 47 mètres de haut, concu par l'architecte Paolo della Porta, fut érigé. Il est considéré comme l'un des plus beaux de la Lombardie et a servi de modèle pour de nombreuses autres églises.
Cette hypothèse est soutenue par le fait que les documents restants confirment qu'Amadeo fut le concepteur de l'élégant tiburio, achevé en 1508, qui donne à l'ensemble de l'édifice l'empreinte distinctive de la Renaissance lombarde. Le tiburio présente extérieurement 24 fenêtres élégantes, formées de douze bifores correspondant au tambour dodécagonal qui couvre une coupole octogonale générée par l'ajout de quatre sections angulaires sur une base carrée fondée sur quatre piliers d'angle, suivant le schéma de construction traditionnel "ad quadratum", selon une progression arithmétique simple ( 4 + 8 + 12 == 24) allant de la base carrée de la nef au cercle de la coupole, symbolisant le passage de la Terre vers le Ciel.
Le nombre croissant de fidèles, après quelques années, incita les députes du sanctuaire à entreprendre un projet d'agrandissement avec la construction d'un édifice à trois nefs sur cinq travées. Les nouveaux travaux commencèrent en 1556, mais progressèrent lentement; en 1566, seules trois des cinq travées prévues étaient achevées et la façade avait une disposition provisoire.
C'est Saint Charles Borromée - dont l'attachement au sanctuaire de la Bienheureuse Vierge des Miracles est notoire - qui relança les travaux. Pour les achever, il fallut démolir la "petite chapelle du Miracle " subsistante des premiers travaux de 1498. Saint Charles Borromée célébra personnellement le rite solennel - le 19 septembre 1581 - de la translation à l'intérieur du sanctuaire de l'ancienne statue de la Vierge datant du XIVe siècle.
Pour la conception de la façade, l'architecte Pellegrino Tibaldi, plus connu sous le nom de "Pellegrini", fut sollicité. La construction débuta en 1596 et se poursuivit jusqu'en 1613. Le style adopté par Pellegrini s'inspire des canons classiques de la fin de la Renaissance et vise à souligner la majesté de l'édifice sacré. La richesse des motifs ornementaux (colonnes, pilastres, deux grandes cariatides, le portail d'entrée, frise, balustrades, statues dans les hautes niches latérales, etc.) crée un ensemble architectural de grande solennité.
Immédiatement après l'achèvement de la façade, certains députés émirent des critiques, la jugeant "quelque peu massive", contrastant avec l'élégance harmonieuse du tiburio. En 1630, pour remédier à la supposée lourdeur de la façade, Carlo Buzzi conçut l'élévation de la balustrade qui supporte la statue de l'Assomption et deux paires d'anges jouant de la trompette. Ce projet resta longtemps à l'état de plan et ne fut réalisé qu'en 1666.

## Œuvres d'art
Une fois le sanctuaire achevées, une série d'artistes parmi les meilleurs actifs à l'époque dans le duché de Lombardie furent presque immédiatement appelés pour les travaux de décoration intérieure.
Parmi ces artistes se trouvaient les peintres Bernardino Luini (1525 – 1532), Cesare Magni (1533), Gaudenzio Ferrari (1535 – 1545), et Bernardino Lanino (1547); des sculpteurs sur bois comme Andrea da Milano (1527 – 1536) et Giulio Oggioni (1539); ainsi que des artisans spécialisés en plâtre, en ferronnerie et bien d'autres disciplines.

### Les fresques de Bernardino Luini
Le premier grand artiste associé au sanctuaire de Saronno fut Bernardino Luini. On lui doit l'ensemble des fresques ornant les murs de l'abside, du presbytère, de le chœur et de ceux sous la coupole. Ses œuvres incluent également les figures sur la voûte de la chapelle du Cénacle et une Nativité placée dans le cloître.
Les principales œuvres réalisées pour le sanctuaire marial concernent naturellement la vie de la Vierge Marie. Dans le chœur, on trouve les scènes du Mariage de la Vierge et de Jésus parmi les docteurs; tandis que dans le presbytère (ou Chapelle Majeure) se trouvent les scènes de l'Adoration des mages et de la Présentation de Jésus au Temple. Ces œuvres constituent l'un des sommets de la production de Luini en tant qu'auteur de fresques.

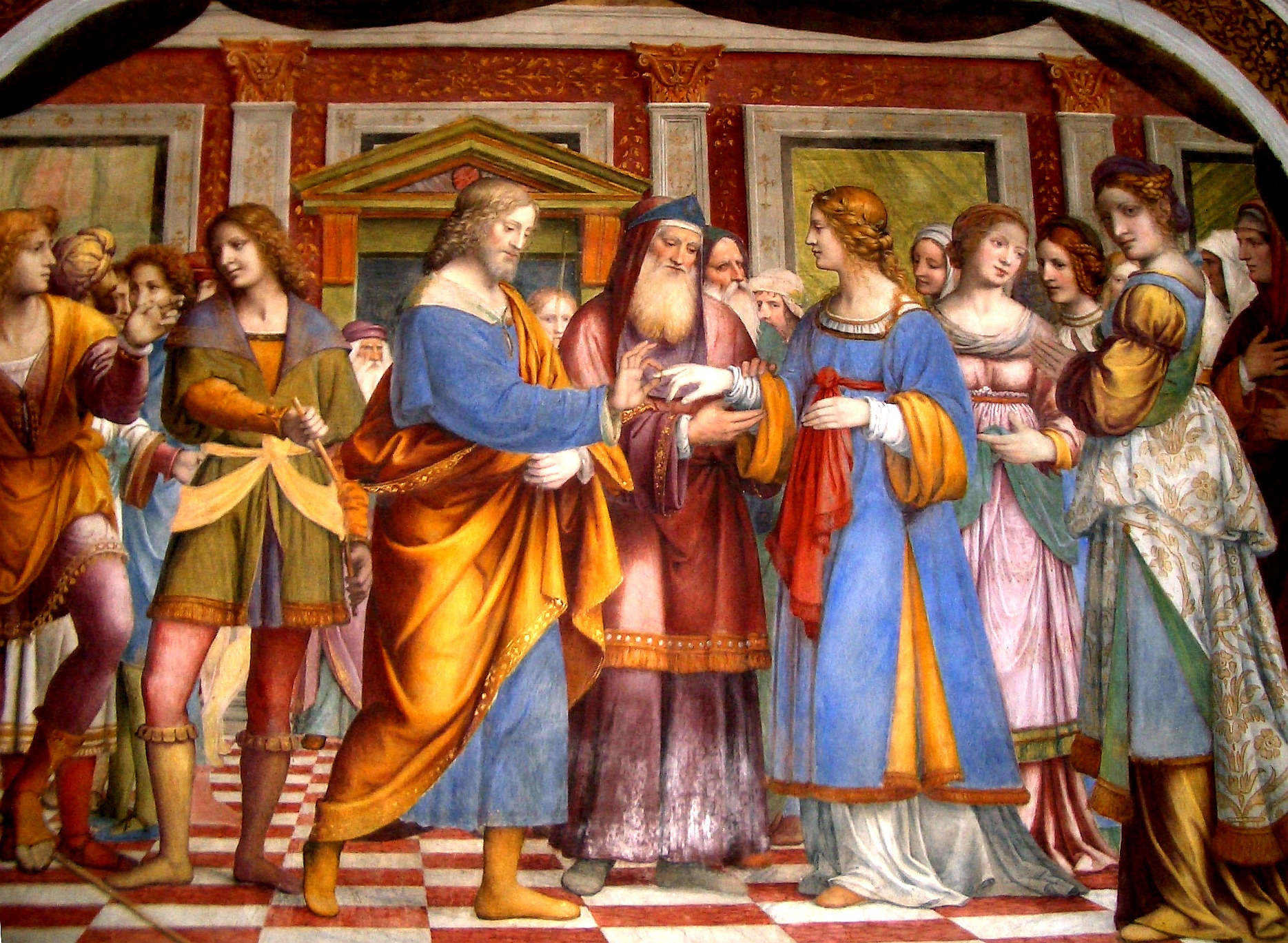
Bernardino Luini, Mariage de la Vierge, fresque du chœur.

Dans la composition de ces scènes, on reconnaît la grande veine narrative de Bernardino, avec une multitude de personnages disposés sur différents plans, portant des vêtements colorés et expressifs. Ils semblent se mouvoir dans une atmosphère calme et séduisante. Par exemple, en observant le Mariage de la Vierge, on est frappé par l'expression des prétendants déçus : il n'y a aucun signe de rancœur en eux, mais plutôt un léger sourire obtenu par l'utilisation de la technique du "sfumato" inventée par Léonard de Vinci. Le peintre milanais démontre ici ce style délicat, charmant et honnête dans ses figures que Vasari lui attribue spécifiquement en référence aux fresques de Saronno.
La grande maîtrise des techniques de perspective de Luini se manifeste dans ces scènes. En particulier, un usage astucieux de l'illusionnisme perspectif donne l'impression que les figures peintes se dirigent vers le spectateur lorsqu'il se déplace dans les deux environnements.
Depuis la Chapelle Majeure, on observe que l'ensemble du dispositif décoratif répond à un projet iconographique et artistique unitaire, sans failles, liant étroitement les solutions picturales et architecturales. Les deux grandes peintures de l’Adoration des mages et de la Présentation de Jésus au Temple sont encadrées par des pilastres saillants avec des chapiteaux en pierre gris-bleu soutenant des arcs en terre cuite. Sur ces arcs, Bernardino a peint quatre figures aériennes des Sibylles (considérées comme les prophétesses de l'annonce évangélique) avec leurs signes.
Entre les fenêtres, dans les lunettes de la voûte en berceau, sont disposés par paires — selon une iconographie très répandue — les Quatre Évangélistes et les Quatre Docteurs de l'Église. Le programme décoratif est complété par huit figures monochromes (ou "sepia") sur les pilastres de la chapelle, représentant les Vertus théologales et cardinales ainsi qu'une allégorie de la Paix.

#### Les fresques de Gaudenzio Ferrari

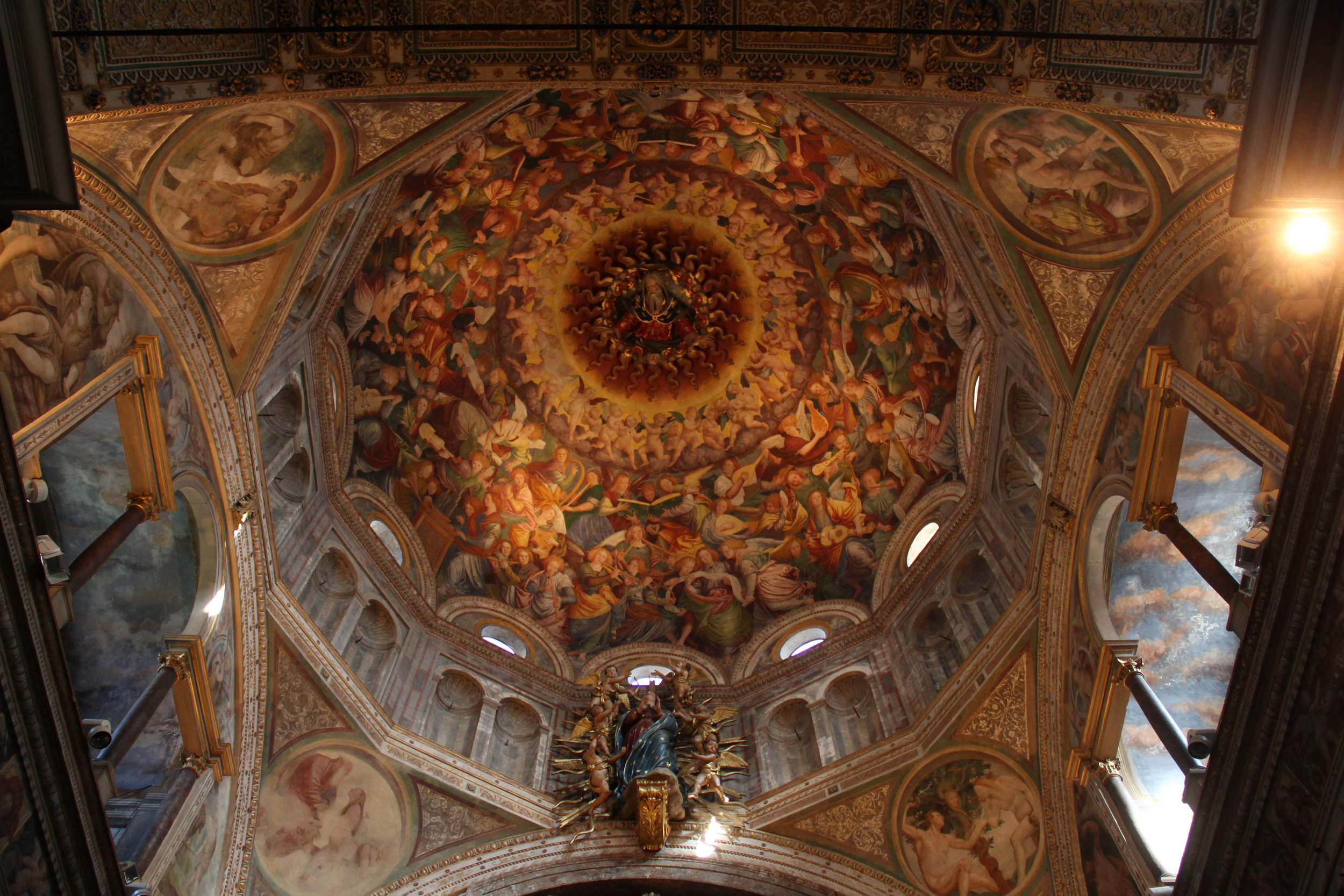
La coupole

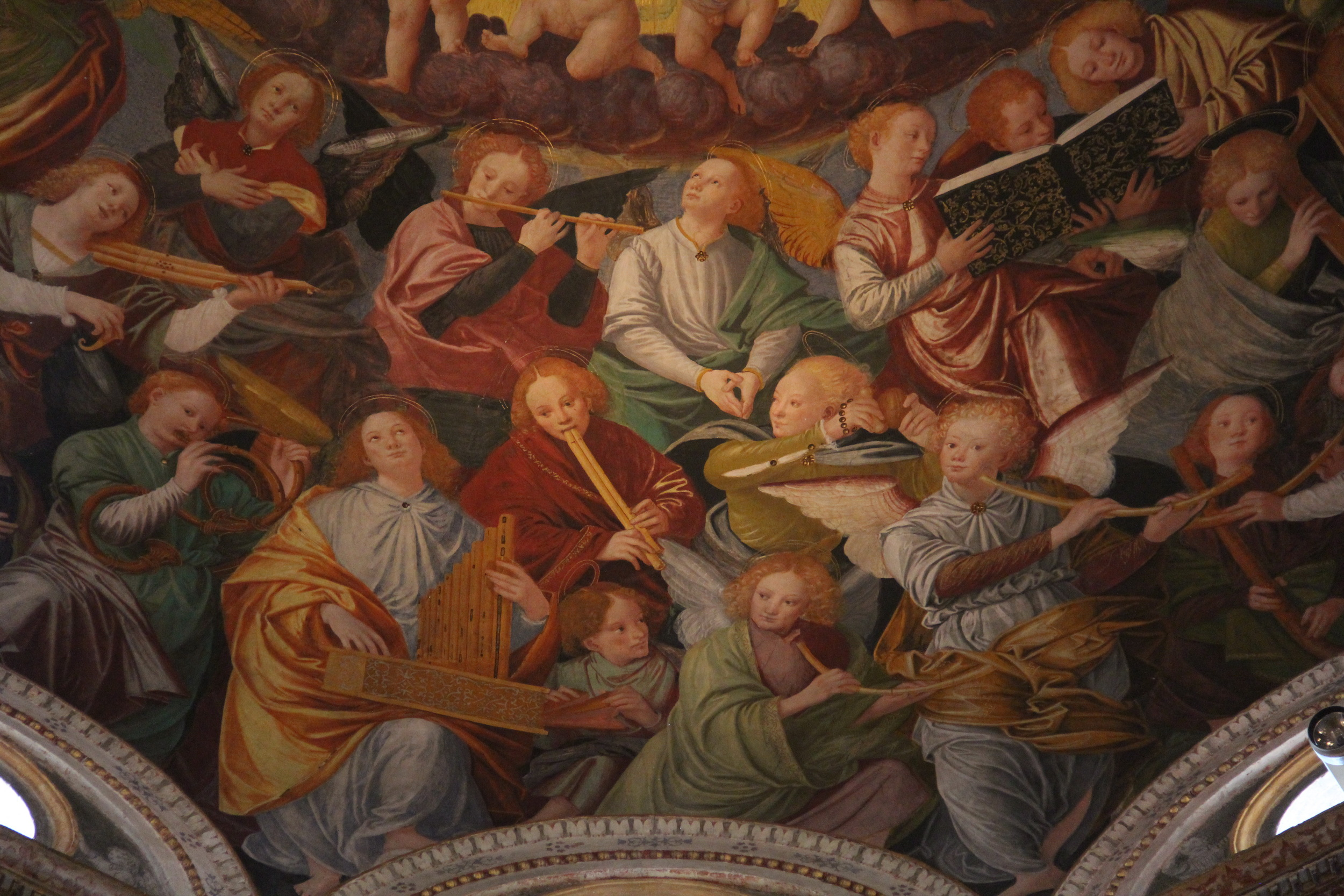
Gaudenzio Ferrari, Concert des Anges (détail), fresque de la coupole

Après la disparition de Bernardino Luini (1532), Gaudenzio Ferrari fut appelé en 1534 pour continuer son œuvre dans les fresques exigeantes de la coupole, alors qu'il terminait les fresques de l'église San Cristoforo à Vercelli.
Le contrat avec Ferrari fut signé le 15 juin 1534. Il est intéressant de noter que, entre la date du contrat et celle du début des travaux (juillet 1535), il a eu le temps de concevoir et de réaliser certains dessins préparatoires, tant pour ses peintures que pour les sculptures en bois confiées à Andrea da Milano, indiquant que Gaudenzio avait dès lors la tâche de coordonner l'ensemble du décor de la coupole. Un rôle qu'il garda même après l'achèvement du Concert des Anges jusqu'en 1545.
Le peintre Valduggia avait commencé son apprentissage artistique à Varallo, en peignant dans la chapelle de la Dormitio Virginis quelques anges musiciens exhibant un répertoire relativement large d'instruments de musique; il se retrouva ici à Saronno – plus de trente ans plus tard – à traiter du même sujet avec une coupole entière à sa disposition, sachant qu'il devait représenter un triomphe sonore et chanté bien plus joyeux, pour signifier la joie avec laquelle le Paradis accueillait la Bienheureuse Vierge.
En effet, le thème iconographique des anges musiciens est celui que Gaudenzio devait trouver le plus approprié et qui lui convenait le mieux pour représenter le Paradis. Dans le projet qu'il conçut – et qu'on peut imaginer avoir longuement discuté avec les députés du sanctuaire – le nombre de statues en bois est réduit à l'essentiel: en dehors des statues de Sibylles et Prophètes placées en cercle dans les niches du tambour, qui semblent être des présences muettes étrangères à l'événement, seules trouvent place celles du visage du Père Éternel au centre de la coupole et de l'Assunta. Pour représenter le Paradis, c'est essentiellement la multitude des présences angéliques, formant une couronne autour du visage de Dieu et accueillant l'arrivée de la Vierge.
Dans les chapelles que Gaudenzio avait décorées au Sacro Monte di Varallo, c'étaient les statues qui peuplaient la scène, tandis que les peintures servaient à en étendre les frontières. Ici, le rapport est inversé: l'attention du visiteur est immédiatement captée par le tourbillon coloré des présences angéliques et c'est seulement avec une attention supplémentaire qu'on reconnaît la figure sculptée de la Vierge à la hauteur du tambour. Cela explique la différence entre la dénomination "officielle" de la scène, L'Assomption de la Bienheureuse Vierge et celle qui s'est, pour ainsi dire, popularisée, Le Concert des Anges.
La représentation du Paradis réalisée par Gaudenzio est peuplée d'un étonnant tourbillon d'anges aux vêtements flottants et colorés, disposés en quatre cercles concentriques: dans le plus élevé se trouve une multitude de petits anges nus et lumineux, regardant vers le Dieu Père au centre de la coupole. En dessous, il y a la représentation du véritable concert, avec des anges chanteurs lisant ensemble des livres de chœur et des rouleaux, et des anges faisant de la musique: ils composent l'orchestre le plus varié d'instruments à cordes, à vent et à percussion jamais peint.
On peut compter pas moins de cinquante-six instruments de musique différents, les plus reconnaissables étant des instruments anciens, d'autres issus de l'imagination de l'artiste. Il n'y a évidemment aucune intention réaliste de mettre en scène un si grand nombre de musiciens; il y a plutôt, dans leur multitude, la métaphore d'une Babel de langages musicaux qui, miraculeusement, se compose en une harmonie divine. Le sens joyeux de la représentation s'exprime non pas tant dans l'expression – toujours mesurée et composée – des visages des anges, mais dans le jeu de la variété des instruments présents, dans l'harmonie "désordonnée" de l'ensemble.
Gaudenzio se sent ainsi autorisé à s'accorder, ici et là, des moments de divertissement comme l'invention d'instruments de musique impossibles, amphibies entre instruments à cordes et à vent, ou des moments d'ironie qui pourraient sembler quelque peu irrévérencieux dans une représentation du Paradis, comme pour l'ange jouant de la cornemuse à deux sacs, placés juste à la hauteur de la poitrine.
Giovanni Paolo Lomazzo, dans son Tempio della pittura (1590), témoigne de l'amour de Gaudenzio pour la musique et du fait qu'il était lui-même "joueur de lira et de luth". Pour peindre le Concert de Saronno, il a dû puiser dans toutes ses connaissances musicales pour énumérer, comme dans une sorte de catalogue, tous les instruments en usage à son époque. On reconnaît les instruments suivants: alpenhorn (cor des Alpes), altobasso, harpe, bombarde, cimballini ou petits cymbales, cornemuse, cornetto, flûte (douce et traversière), flûte de Pan ou syrinx, vielle à roue, lira, luth, orgue portatif, rebec, vièle, psaltérion ou cithare, tambour et tambourin, timbales, triangle, trompette, violes.

##### Les statues en bois d'Andrea da Milano

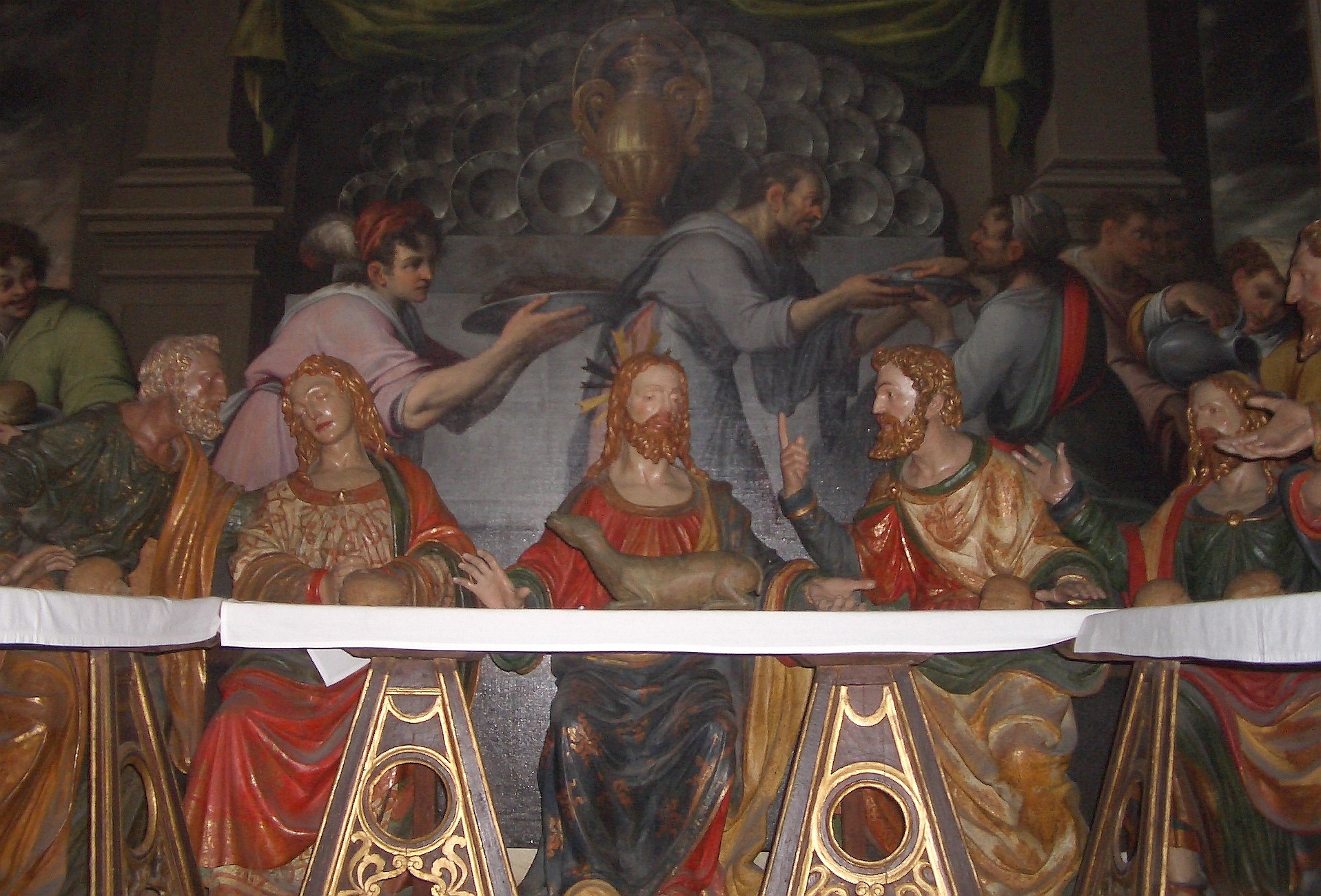
Andrea da Milano, groupe en bois du Cénacle, 1531

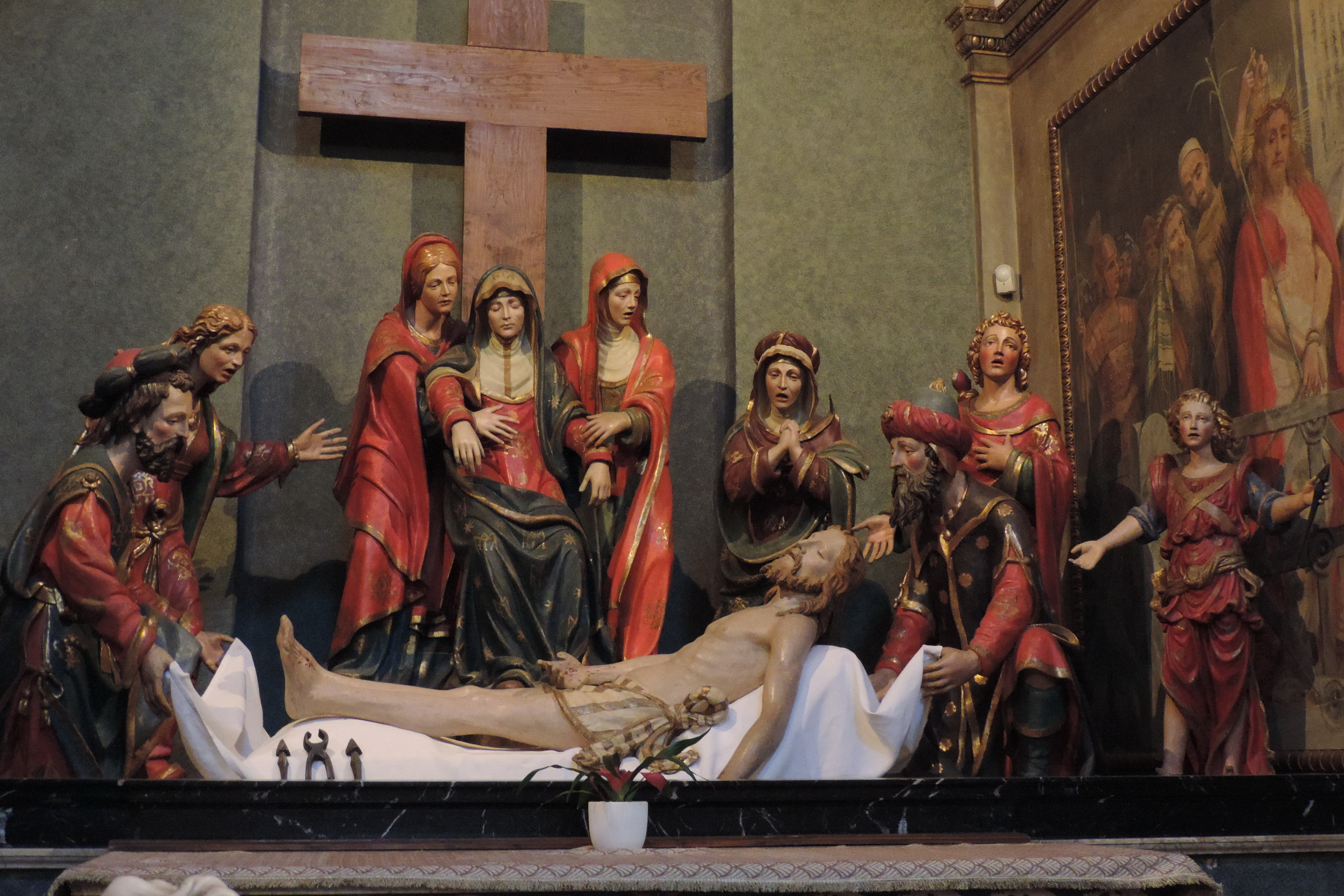
Andrea da Milano, groupe en bois du Déploration du Christ mort, 1528

La réalisation des décors du sanctuaire a également impliqué certains maîtres lombards de la sculpture sur bois qui y ont travaillé jusqu'en 1539 ; puis, dans les églises, le goût pour les statues polychromes grandeur nature s'est déplacé vers les Sacri Monti.
Le principal sculpteur ayant travaillé au Sanctuaire fut Andrea da Milano (qui, en raison de l'ampleur de son activité ici, est également appelé "Andrea da Saronno"); on lui doit principalement les deux groupes sculpturaux – lourdement repeints – occupant les chapelles latérales, à côté de la salle de la coupole.
En accord avec la spiritualité franciscaine qui a fortement influencé les travaux du sanctuaire (il convient de rappeler que les députés avaient confié aux frères mineurs la célébration des fonctions religieuses), les statues devaient favoriser l'identification des fidèles avec la vie du Christ.
Dans la chapelle de gauche – dont la voûte a été peinte par Luini avec des figures d'Anges avec les symboles de la Passion – est représenté, avec une grande théâtralité, le Cénacle (1531). L'ambiance de la scène est fortement suggestive, avec les apôtres – saisis, selon le modèle de Léonard de Vinci, au moment précis où Jésus annonce qu'il sera trahi – discutant entre eux ou regardant incrédules le Maître. Il est évident, par la posture des figures sculptées, le choix des couleurs et les drapés des vêtements, qu'Andrea s'inscrit dans la vaste lignée des émules du Cénacle de Léonard, cherchant, autant que possible, à capturer la vibrante dramatisation présente dans la peinture.
Derrière le groupe, le long des trois côtés de la chapelle, se trouvent de grandes toiles de Camillo Procaccini (1598) : les toiles latérales représentent les épisodes de l'Agonie au jardin et du Baiser de Judas, celle du fond présente une somptueuse scène de Serviteurs et vaisselle qui contraste de manière perturbante avec la simplicité de la table du Cénacle.
Le groupe du Déploration du Christ mort (ou Descente de Croix) occupe la chapelle de droite. Andrea da Milano reprend un thème alors très répandu dans les groupes sculpturaux en s'inspirant vraisemblablement du modèle d'Agostino de Fondulis dans l'église Santa Maria presso San Satiro à Milan. Le groupe apparaît aujourd'hui, dans certaines de ses parties, peu cohérent (par exemple dans les figures plus petites des anges portant les symboles de la Passion). Il a en effet subi plusieurs réarrangements ; il comprenait initialement un nombre beaucoup plus important de statues.

### La Tour de l'Horloge
En 1594, il fut décidé d'équiper le Sanctuaire d'une petite tour pour abriter l'horloge. Celle-ci était munie d'une cloche pour sonner les heures, également fondue en 1594. En 1650, à la suite d'une élévation du portique pour des raisons esthétiques, on décida d'agrandir la tour de l'horloge en conservant les mêmes caractéristiques que la première, ainsi que la même horloge et cloche. En 1668, lors d'une réparation de l'horloge, la chambre des cloches fut reconstruite.
En 1757, étant donné que l'horloge continuait à présenter des irrégularités et que sa réparation était coûteuse et incertaine, on opta pour la construction d'une nouvelle horloge, à placer cependant sur le clocher du sanctuaire. Ainsi, la tour de l'horloge fut démolie et aucune information n'est disponible sur la cloche. Mais en 1769, à l'expiration du contrat de maintenance de la nouvelle horloge, il fut décidé de reconstruire une nouvelle tour spécifique et de transférer l'horloge sur celle-ci. La nouvelle tour fut érigée à l'emplacement de l'ancienne. En août 1769, une cloche fut achetée, mais elle fut immédiatement livrée aux frères Francesco et Innocenzo Bonavilla de Milan, qui la fondirent en y ajoutant du bronze supplémentaire pour créer deux nouvelles cloches pour sonner les heures :
- Cloche des demi-heures, sonnant un Mi♭4 montant, fondue par les frères Bonavilla de Milan en 1769 (diamètre 551,5 mm)
- Cloche des heures, sonnant un Re♭4, fondue par les frères Bonavilla de Milan en 1769 (diamètre 639 mm)[1]